# FC 캔자스시티
FC 캔자스시티(FC Kansas City)는 내셔널 위민스 사커 리그에 참가하였던, 미국 미주리주 캔자스시티에 있었던 여자 축구팀이다.